# لئو لیما
لئو لیما (به پرتغالی: Leonardo Lima da Silva) هافبک اهل برزیل است که در شهر ریودو ژانیرو و در تاریخ ۱۴ ژانویهٔ ۱۹۸۲ به دنیا آمده‌است.
لئو لیما در تیم‌های فوتبال واسکو دوگاما سابقهٔ حضور دارد.